# Organum
Az organum a többszólamú zenei kompozíciók összefoglaló neve a 9–12. században.
A többszólamú éneklés minden bizonnyal hosszú múltra tekinthet vissza, ám legkorábbi írott emlékei Európában csak a 9. század legvégéről származnak, a Musica Enchiriadis, nevű traktátusból. Az organum ettől kezdve azt a gyakorlatot testesíti meg, hogy egy gregorián énekhez hozzáénekeltek egy másik szólamot. Ezt az eljárást még sokáig díszítésnek, tropizálásnak tekintették.
A zenetörténetben kétféle organumot szoktak megkülönböztetni.
A régi organum a  9–11. században. Az alapként felhasznált gregorián ének neve itt vox principalis. Eleinte ez a felső szólam, amelyhez alul kvart- vagy kvinttávolságban párhuzamos mozgással hozzáéneklik az új, improvizált szólamot, amelyet ekkor vox organalisnak neveznek. A két szólam valamikor a 11. század folyamán helyet cserélt, és a felülre került vox organalis díszesebb lett. A vox principalis egy hangjára olykor már két vagy három hangot is hozzáénekeltek, és az alsó szólam kezdett lassan megnyúlni.
Az új organum a műfaj 12. századi formája. A vox principalis továbbra is az alsó szólam, a neve ekkor már cantus („ének”: utalás a gregorián eredetre) vagy tenor („tartó” szólam), a vox organalisé pedig duplum vagy superius. A tenor mérhetetlenül megnyúlik, egy hangját akár egy percig is kitartják, így rengeteg hang énekelhető rá a duplumban. Ezáltal az a kötöttség is megszűnik, hogy a duplumban egy szótagra egy vagy legfeljebb két hang juthat, így a duplum szinte teljesen szabadon díszítheti a tenort vagy cantust. Az így keletkező, lassan áradó részeket a jóval fürgébb diszkantáló szakaszok ellensúlyozzák. Ez tehát a másik újdonság, hogy a diszkantáló részekben a párhuzamos mozgást lassan felváltja a szólamok ellenmozgása, a punctus contra punctum. A harmadik újdonság a harmadik szólam, a triplum megjelenésével születik meg. Két énekes még tudott szabadon, ritmikai kötöttségek nélkül improvizálni, és így a kétszólamú organum még megőrizte a gregorián ének szabadon áradó jellegét. Három, de még inkább négy különböző szólam esetén azonban már szükség van előre meghatározott ritmusképletekre, amelyek a szólamokat egybetartják. Ezt a ritmikai modusok megalkotásával érték el a 12. század organumszerzői.
Az organum fénykora a 12. századi Notre-Dame iskola, Leoninus és Perotinus két-, három- és négyszólamú kompozíciói. Az organum még a 13. század első felében is nagy népszerűségnek örvendett egész Nyugat-Európában, de aztán lassan kiment a divatból. Legtovább Angliában tartotta magát.